# Diego Cappuccio
Diego Cappuccio (Napoli, ...) è un attore italiano.

## Biografia
Diego Cappuccio esordisce in qualità di comprimario intorno alla prima metà degli anni ottanta ritagliandosi piccoli ruoli in diversi film del filone della commedia all'italiana; è stato diretto prevalentemente da Salvatore Samperi, che è stato anche il regista che lo ha fatto esordire.
Attivo per tutto il decennio degli anni ottanta, ha solo parti da comprimario; tra i film migliori a cui ha partecipato Viuuulentemente mia, nel quale interpreta il collega di Diego Abatantuono. Nel 1994 è apparso nel videoclip di Hegel, brano di Lucio Battisti.

## Filmografia

Diego Cappuccio e Alessandra Canale nel film Pierino il fichissimo (1981)

### Cinema
- Liquirizia, regia di Salvatore Samperi (1979)
- Amore in prima classe, regia di Salvatore Samperi (1979)
- Casta e pura, regia di Salvatore Samperi (1981)
- Pierino il fichissimo, regia di Alessandro Metz (1981)
- Che casino... con Pierino, regia di Bitto Albertini (1982)
- Viuuulentemente mia, regia di Carlo Vanzina (1982)
- Sturmtruppen 2 - Tutti al fronte, regia di Salvatore Samperi (1982)
- Attila flagello di Dio, regia di Castellano e Pipolo (1982)
- Vai alla grande, regia di Salvatore Samperi (1983)
- Il diavolo e l'acquasanta, regia di Bruno Corbucci (1983)
- Arrapaho, regia di Ciro Ippolito (1984)
- Carabinieri si nasce, regia di Mariano Laurenti (1985)
- Non scommettere mai con il cielo, regia di Mariano Laurenti (1987)

### Televisione
- Le volpi della notte, regia di Bruno Corbucci – film TV (1986)
- Kamikaze, regia di Bruno Corbucci – film TV (1986)
- Valentina – serie TV, episodi 1x11-1x12 (1989)

## Videoclip
- 1994 – Hegel di Lucio Battisti